# Liste des US Routes au Minnesota
Les US Routes au Minnesota font partie du réseau des US Routes. Celles-ci sont entretenues par le Minnesota Department of Transportation (MnDOT). 

## Liste
| Numéro | Longueur (mi) | Longueur (km) | Terminus sud / ouest                                             | Terminus nord / est                                              | Créée | Notes                                                                                                |
| ------ | ------------- | ------------- | ---------------------------------------------------------------- | ---------------------------------------------------------------- | ----- | --- |
| US 2   | 264,07        | 424,98        | US 2 à la frontière du Dakota du Nord à East Grand Forks         | US 2 à la frontière du Wisconsin à Duluth                        | 1926  | |
| US 8   | 22,13         | 35,61         | I-35 à Forest Lake                                               | US 8 à la frontière du Wisconsin à Taylors Falls                 | 1926  | |
| US 10  | 275,41        | 443,23        | US 10 à la frontière du Dakota du Nord à Moorhead                | US 10 à la frontière du Wisconsin près de Hastings               | 1926  | |
| US 12  | 193,00        | 310,60        | US 12 à la frontière du Dakota du Sud à Ortonville               | I-94 / US 12 à la frontière du Wisconsin à Lakeland              | 1926  | |
| US 14  | 288,32        | 464,00        | US 14 à la frontière du Dakota du Sud près de Lake Benton        | US 14 / US 61 / WIS 16 à la frontière du Wisconsin à La Crescent | 1926  | |
| US 52  | 374,70        | 603,03        | US 52 à la frontière de l'Iowa à Prosper                         | I-94 / US 52 à la frontière du Dakota du Nord à Moorhead         | 1934  | |
| US 53  | 164,40        | 264,58        | I-535 / US 53 à la frontière du Wisconsin à Duluth               | Route 71 à la frontière canadienne à International Falls         | 1934  | |
| US 59  | 426,77        | 686,81        | US 59 à la frontière de l'Iowa près de Worthington               | Route 59 à la frontière canadienne près de Lancaster             | 1930  | |
| US 61  | 165,21        | 265,89        | US 14 / US 61 / WIS 16 à la frontière du Wisconsin à La Crescent | I-35 à Wyoming                                                   | 1926  | Se rendait jusqu'à la frontière canadienne via les actuelles I-35 et MN 61                           |
| US 63  | 91.881        | 147.868       | US 63 à la frontière de l'Iowa à Chester, IA                     | US 63 à la frontière du Wisconsin à Red Wing                     | 1930  | |
| US 65  | 15,47         | 24,89         | US 65 à la frontière de l'Iowa près de Glennville                | I-35 à Albert Lea                                                | 1926  | |
| US 69  | 12,50         | 20,11         | US 69 à la frontière de l'Iowa à Emmons                          | MN 13 à Albert Lea                                               | 1930  | |
| US 71  | 425,78        | 685,22        | US 71 à la frontière de l'Iowa près de Jackson                   | Route 71 à la frontière canadienne à International Falls         | 1926  | |
| US 75  | 412,30        | 663,53        | US 75 à la frontière de l'Iowa près de Luverne                   | Cul-de-sac à Noyes                                               | 1926  | Se rendait à la frontière canadienne (Route 75) jusqu'à ce que le poste-frontière ait fermé en 2006. |
| US 169 | 359,63        | 578,76        | US 169 à la frontière de l'Iowa à Elmore                         | US 53 à Virginia                                                 | 1930  | |
| US 212 | 162,18        | 261,00        | US 212 à la frontière du Dakota du Sud près de Marietta          | US 169 / MN 62 à Edina                                           | 1926  | |
| US 218 | 46,74         | 75,22         | US 218 à la frontière de l'Iowa à Lyle                           | I-35 / US 14 près d'Owatonna                                     | 1926  | |
|        |               |               |                                                                  |                                                                  |       | |